# Patrick Parsons
Patrick Parsons (ur. 22 maja 1934 w Ninimo) – australijski zapaśnik walczący w stylu wolnym. Olimpijczyk z Rzymu 1960, gdzie zajął piętnaste miejsce w kategorii do 87 kg.

## Letnie Igrzyska Olimpijskie 1960
| Konkurencja      | Rundy eliminacyjne       | Rundy eliminacyjne         | Klas. końcowa |
| Konkurencja      | Przeciwnik I             | Przeciwnik II              | Miejsce       |
| ---------------- | ------------------------ | -------------------------- | ------------- |
| 87 kg styl wolny | Shun’ichi Kawano (JPN) P | Gholam Reza Tachti (IRI) P | 15.           |